# Satiávati

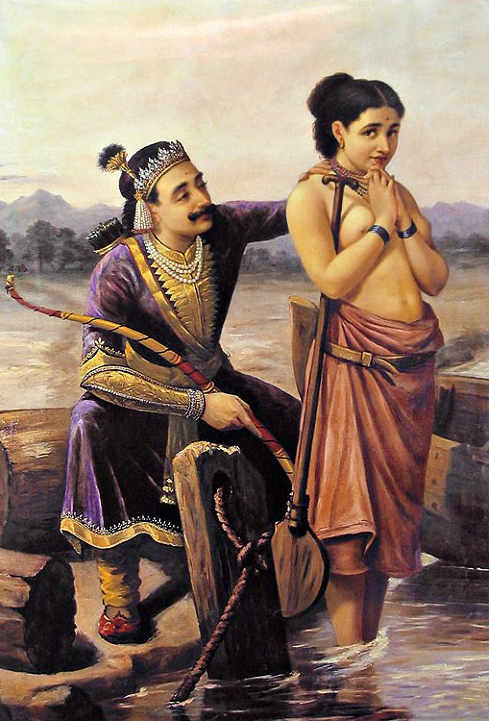
El rey Shántanu se enamora de la niña Satiavati. Óleo de Raja Ravi Varma (1848-1906).

En la mitología hinduista Satiavati fue una pescadora, madre del sabio Viasa, que se convirtió en reina.

## Nombre sánscrito
- satyá-vatī, en el sistema AITS (alfabeto internacional para la transliteración del sánscrito).[1]
- सत्यवती, en escritura devanagari del sánscrito.[1]
- Pronunciación:
  - /satiávatii/ en sánscrito[1] o bien
  - /sotiabátii/ en varios idiomas modernos de la India (como el hindí, el maratí o el palí).
  - /sotiabótii/ en bengalí

- Etimología: ‘la que posee la verdad’ (que no miente).[1]

## Leyenda
Su leyenda no aparece en el Rig-veda (el texto más antiguo de la India, de mediados del II milenio a. C.). Aparece por primera vez en el Majábharata (texto épico-religioso del siglo III a. C.).
Satiávati era la hija virgen del barquero Dāshrash, que vivía en el poblado Kalpi, en el distrito Jalaun de la provincia Uttar Pradesh de la India.
El sabio vagabundo Parashará (nieto de Vásishtha), en uno de sus viajes a través del norte de la India, quiso pasar la noche en este pueblito de pescadores. Dasharash lo hizo dormir en su choza.

### El seductor olor a pescado

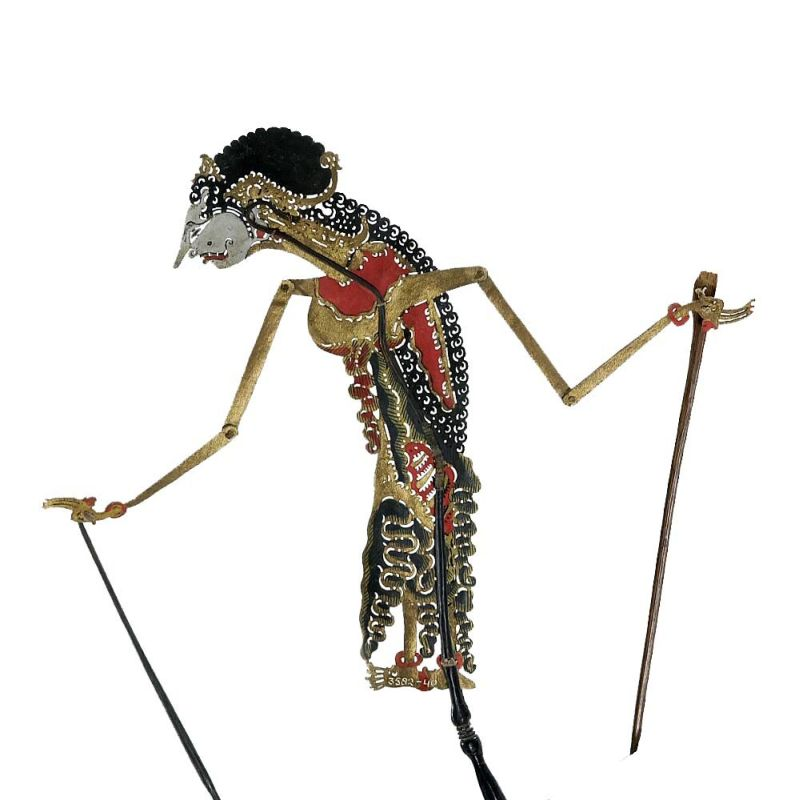
Figura wayang (teatro javanés) de Satiávati; se encuentra en poder del Tropenmuseum (Países Bajos).

Cuando amaneció, el pescador le ordenó a su hija virgen, la niña Satiávati, que cruzara al sabio en su bote de pesca. Una vez sobre el bote, Parashará sintió un fuerte olor a pescado. Él creía ―según las escrituras hinduistas― que el sagrado río Ganges no contiene peces. Le preguntó a Satiávati de dónde salía ese olor tan espantoso. Satiávati era hija del pescador, y ella misma pescaba y comía peces. El olor provenía de ella misma. Al acercarse a la niña, el sabio Parashará se dio cuenta de que el olor provenía del cuerpo de ella, entonces la insultó llamándola Matsia Gandhi (‘olorosa a pescado’). Satiavati quedó avergonzada. Parashará se sintió atraído por su sumisión. En medio del río le propuso tener relaciones sexuales. Ella se negó, porque conocía la fama de los sabios errantes: él no se quedaría a vivir con ella y, al perder su virginidad, ella ya no se podría casar. El poderoso místico le prometió que, después de tener su hijo, ella seguiría siendo virgen. De todos modos ella se siguió negando, aduciendo que ―según las escrituras sagradas hinduistas―, un bote era un lugar pecaminoso para concebir un hijo. Entonces el sabio creó una isla en el medio del río. La niña todavía se negó una vez más, ya que estaban a la vista de las personas presentes en ambas riberas del río. Entonces el sabio generó una densa niebla. Satiávati aceptó, tuvo relaciones con el sabio y concibió un niño en su vientre.

### El nacimiento de su hijo Viasa
Según la leyenda, Satiávati parió inmediatamente a un niño de piel oscura. Recibió varios nombres:
- Duaipa Aiana (‘nacido en una isla’), ya que en sánscrito, isla se dice duipa
- Krisná (el cual era un nombre común, y no referido al dios Krisná, que no era conocido ya que nacería unos años más tarde).

También sería conocido como Satiávatī Suta, Sātiávata y Sātiávateia (que significan ‘hijo de Satiávati‘). Apenas nació, el bebé se convirtió en adulto y abandonó la isla por sus propios medios, adoptando la vida de un asceta. Se convirtió en uno de los majārshis (grandes rishis o sabios).
Parashará, complacido por el aroma y la sumisión de Satiávati, le dio la bendición de que desde ese momento, el olor a pescado que emiten las mujeres fuera agradable para los varones.
El sabio abandonó a Satiávati, ya que él era famoso como un ser vagabundo y solitario.

### El terrible voto de Bhismá

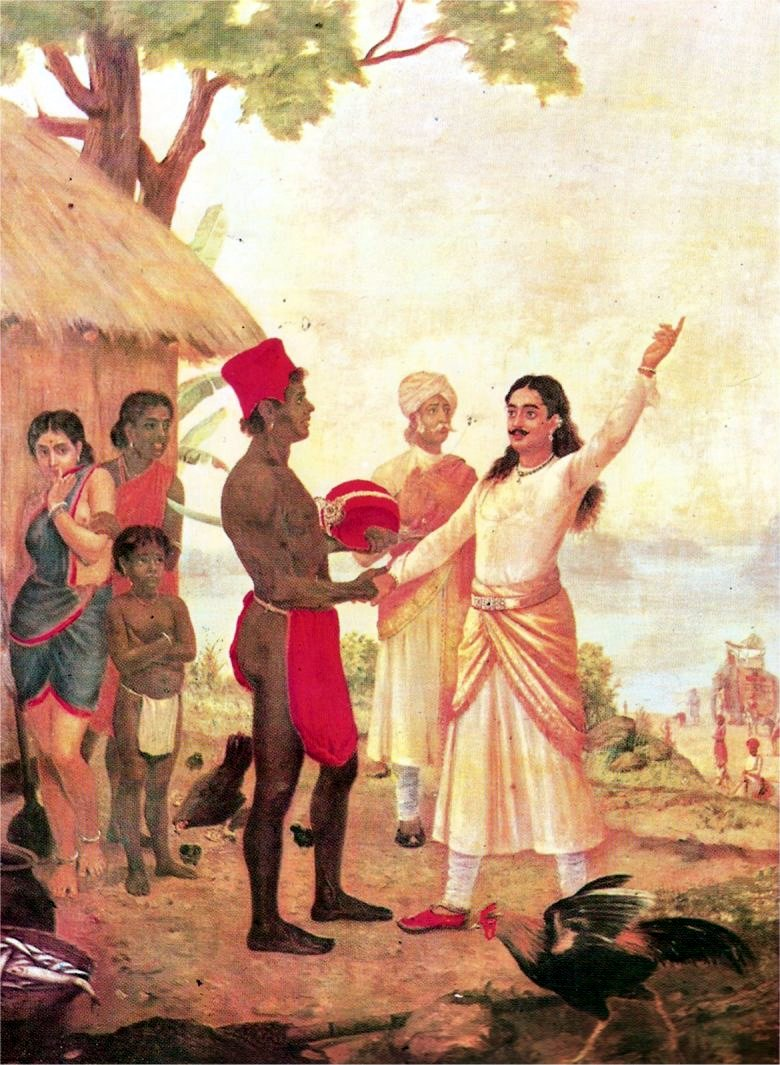
Bhismá le da la mano al pescador Dasharash y jura que nunca se casará. Óleo de Raja Ravi Varma (1848-1906).

Satiávati volvió virgen a la aldea, y tiempo después cruzó en su bote al rey Shántanu, quien se sintió atraído con el fuerte aroma sexual de la niña y se enamoró de ella. Dāshrash, el padre de la botera, accedió a entregarla al rey, pero observó que los hijos de su hija no podrían ascender al trono ya que su hijo Devavrata (único hijo sobreviviente del rey) era el príncipe heredero. El rey se dio cuenta de que no podía tener a su amada pescadora, por lo que su semblante reflejó su depresión por no poder cumplir sus deseos. Su hijo Devá Vratá se dio cuenta de su tristeza. Entonces declaró que renunciaba de por vida al trono del reino. El pescador todavía objetó que aun si Devá Vratá no reclamaba el trono, los hijos de este sí podrían hacerlo. Entonces Devá Vratá, por el bien de su padre, hizo una terrible promesa: nunca tendría relaciones sexuales con una mujer (por lo que no tendría descendencia). Los dioses derramaron flores sobre él, exclamando: «¡Bhishma, bhishma!» (‘¡terrible, terrible!’). Su padre le dio la bendición swa-chanda mritiu (muerte por propia decisión), que no lo hacía inmortal, pero le permitía elegir el momento de morir.
Poco después de casarse su padre con Satiávati, Bhishmá hizo otro juramento público: que vería la imagen de su padre en cualquiera que se sentara en el trono de Jastiná Pur y lo serviría sin cuestionar nada.
Este voto le arruinó la vida cuando su sobrino, el ciego Dritarastra, usurpó el trono y puso a su propio hijo Duriodhana como heredero, en vez de a Iudistira (el primogénito de Pandú, hermano de Dritarastra), que era mayor que Duriodhana (y que todos reconocían como más adecuado para volverse el rey). Como resultado, Bhishmá fue forzado a obedecer todas las órdenes de Dritarastra, sin importar las injusticias que se hacían contra los Pándavas.
El rey Shámtanu tuvo con Satiávati dos hijos: Chitrangada y Vichitra Viria.
Después de la muerte de Shámtanu, Satiávati siguió reinando el territorio con sus dos hijos, y con la ayuda de Bhishmá.

Cuando sus dos hijos murieron, le pidió a su primogénito Viasa que concibiera hijos con las esposas de su hermano. Así tuvo a
Dritárastra (que nació ciego), a Pandú (‘palidísimo’) y al sudrá sabio Vidura. Satiavati sería la abuela de los tres. También sería la bisabuela de los líderes de las dos facciones beligerantes de la batalla de Kuruksetra (relatada en el Majábharata): los Pándavas (hijos de su nieto Pandú) y los Kurus (hijos de su nieto Dritárastra).